# Devils haircut
Devils haircut er en dansk kortfilm fra 1998, der er instrueret af Jacob Weinreich og René Gyldensten efter manuskript af førstnævnte.

## Handling
Heine skal have vennerne på besøg. Han bliver klippet og køber nye underbukser. Vennerne kommer og han scorer en pige. Scoringen udvikler sig fatalt, og han hævner sig på sin frisør.